# MO Волка
MO Волка (лат. MO Lupi) — тройная звезда в созвездии Волка на расстоянии приблизительно 373 световых лет (около 114 парсеков) от Солнца. Видимая звёздная величина звезды — от +12,5m до +12,3m. Возраст звезды определён как около 2 млн лет.

## Характеристики
Первый компонент — оранжевый карлик, эруптивная переменная звезда типа T Тельца (IT) спектрального класса K7, или K4*. Масса — около 0,57 солнечной, радиус — около 1,13 солнечного, светимость — около 0,324 солнечной. Эффективная температура — около 4097 K.
Второй компонент — красный карлик, эруптивная переменная звезда типа T Тельца (IT) спектрального класса M2-M4*. Масса — около 0,43 солнечной*. Орбитальный период — около 11,957 суток*.
Третий компонент — красный или коричневый карлик. Масса — менее 0,38 солнечной*. Орбитальный период — около 6,2 года*.